# Salvador Sedó i Marsal
Salvador Sedó i Marsal (Reus, 1936 - 2017) va ser un polític català, diputat al Congrés dels Diputats per la província de Tarragona, fill de Salvador Sedó Llagostera.

## Biografia
Enginyer Industrial, ha estat professor numerari d'Escoles de Mestratge Industrial. Membre del Consell Nacional d'Unió Democràtica de Catalunya (UDC). Fou elegit regidor de l'ajuntament de Reus a les eleccions municipals de 1979 però deixà el càrrec en 1982 quan fou nomenat Director General d'Ensenyaments Professionals del Departament d'Ensenyament (1982-1983) i Director General de Programació del Departament d'Ensenyament de la Generalitat de Catalunya (1983-1986).
Ha estat diputat per la circumscripció de Tarragona per la coalició CiU a les eleccions generals espanyoles de 1986, 1989, 1993, 1996 i 2000. Ha estat vicepresident segon de la Comissió Mixta de Recerca i Desenvolupament Tecnològic (1993-1996), president de la Comissió d'Indústria, Energia i Turisme (1999-2000) i vicepresident segon de la Comissió de Pressupostos (2000-2004) del Congrés dels Diputats.